# Форж (Орн)
Форж (фр. Forges) насеље је и општина у северној Француској у региону Доња Нормандија, у департману Орн која припада префектури Алансон.
По подацима из 2011. године у општини је живело 224 становника, а густина насељености је износила 44,71 становника/km². Општина се простире на површини од 5,01 km². Налази се на средњој надморској висини од 165 метара (максималној 193 m, а минималној 152 m).

## Демографија
| 1962. | 1968. | 1975. | 1982. | 1990. | 1999. | 2011. |
| ----- | ----- | ----- | ----- | ----- | ----- | ----- |
| 267   | 231   | 245   | 235   | 223   | 250   | 224   |

График промене броја становника у току последњих година